# العلاقات الصومالية الكورية الجنوبية
العلاقات الصومالية الكورية الجنوبية هي العلاقات الثنائية بين الصومال وكوريا الجنوبية. أقام البلدان علاقات دبلوماسية للمرة الأولى بتاريخ 25 سبتمبر عام 1987.

## التاريخ
اعترفت كوريا الجنوبية رسمياً بحكومة الصومال الاتحادية. قبِل الرئيس الصومالي حسن شيخ محمود أوراق اعتماد السفير الكوري الجنوبي الجديد الكوري كيم تشان وو خلال شهر مايو عام 2013، ما يجعله أول ممثل دبلوماسي من بلد آسيوي يطل على المحيط الهادئ يعمل في الصومال منذ سنوات عديدة. كما أعلن تشان وو أن كوريا الجنوبية ستعيد فتح سفارتها في العاصمة الصومالية مقديشو. وعبّر السفير عن نية إدارته دعم جهود الحكومة الصومالية في مجال إعادة الإعمار من خلال الاستفادة من تجربة كوريا الجنوبية في مجال إعادة الإعمار وبعث التنمية بعد انتهاء الحرب الكورية. كما أكد أن إدارته ستطلق من جديد مشاريع زراعية وتقنية في الصومال، مثلما فعلت سلطات كوريا الجنوبية في الماضي.